# Diego Osorio de Escobar y Llamas
Don Diego Osorio de Escobar y Llamas, född omkring 1608, död 17 oktober 1673, var romersk-katolsk biskop av Puebla och en kort period även vicekung av Nya Spanien (från den 29 juni till den 15 oktober 1664).